# Arnaud Cremet
 (août 2017).
Pour les articles homonymes, voir Cremet.
Arnaud Cremet (né le 3 avril 1973) est un dessinateur, illustrateur, peintre et sculpteur français, né à Belfort (France). Il est diplômé de l'École des Arts Décoratifs de Strasbourg.
Artiste graphique chez Ubisoft puis illustrateur indépendant, il a dessiné plus d'une centaine de couvertures de livres, principalement de science-fiction et d'heroic fantasy. Parmi ceux-ci on peut citer la traduction française en livre de poche du Meilleur des Mondes de Aldous Huxley. Il est également connu pour avoir réalisé la pochette du DVD anthologique Arsenal of Megadeth pour le groupe de heavy metal américain Megadeth.
En 2012, il réalise les illustrations multimédia accompagnant l'exposition du département Les Arts de l'Islam du Musée du Louvre.

## Sources et références
1. ↑  Cremet, Arnaud (1973-....), « BnF Catalogue général », sur catalogue.bnf.fr, 50202-frfre (consulté le 7 août 2017)
2. ↑  &Niveau=Romans Arnaud Cremet sur le site NooSFere (Romans) (consulté le 7 août 2017)
3. ↑  bechard stephane, « Quête dans le Monde noir », sur planete-ldvelh.com (consulté le 7 août 2017)